# Wasił Spasow (szachista)
Wasyl Spasow, bułg. Васил Спасов (ur. 17 lutego 1971 w Warnie) – bułgarski szachista.

## Kariera szachowa
W 1989 w Kolumbii zdobył tytuł mistrza świata juniorów. W 1990 zadebiutował w reprezentacji Bułgarii na olimpiadzie szachowej w Nowym Sadzie. Uzyskał bardzo dobry wynik 9 pkt z 13 partii na III szachownicy, osiągając jedną z norm na tytuł arcymistrza, który Międzynarodowa Federacja Szachowa przyznała mu w tym samym roku. Do 2006 uczestniczył w ośmiu olimpiadach. Był również czterokrotnym (w latach 1992–2005) uczestnikiem drużynowych mistrzostw Europy.
Jest pięciokrotnym indywidualnym mistrzem Bułgarii (1990, 1997, 2000, 2003, 2008). Dwukrotnie w latach dziewięćdziesiątych awansował do turniejów międzystrefowych – eliminacji do mistrzostw świata. W 1990 roku w Manili zajął 23. miejsce. W 1993 roku, po wygraniu turnieju strefowego w Budapeszcie (wspólnie z Weselinem Topałowem, przed Lajosem Portischem), w turnieju międzystrefowym w Biel zajął odległe, 46. miejsce.
Najwyższy ranking w dotychczasowej karierze osiągnął 1 września 2010, z wynikiem 2621 punktów zajmował wówczas 5.miejsce wśród bułgarskich szachistów.